# George Berry
George Frederick Berry (Bad Zwischenahn, 19 novembre 1957) è un ex calciatore gallese, nato in Germania (ai tempi Germania Ovest), di ruolo difensore.

## Palmarès

### Club

#### Competizioni nazionali
- Coppa di Lega inglese: 1

Wolverhampton: 1979-1980
- Campionato inglese di seconda divisione: 1

Wolverhampton: 1976-1977

## Statistiche

### Cronologia presenze e reti in nazionale
| Cronologia completa delle presenze e delle reti in nazionale ― Galles | Cronologia completa delle presenze e delle reti in nazionale ― Galles | Cronologia completa delle presenze e delle reti in nazionale ― Galles | Cronologia completa delle presenze e delle reti in nazionale ― Galles | Cronologia completa delle presenze e delle reti in nazionale ― Galles | Cronologia completa delle presenze e delle reti in nazionale ― Galles | Cronologia completa delle presenze e delle reti in nazionale ― Galles | Cronologia completa delle presenze e delle reti in nazionale ― Galles |
| Data                                                                  | Città                                                                 | In casa                                                               | Risultato                                                             | Ospiti                                                                | Competizione                                                          | Reti                                                                  | Note                                                                  |
| --------------------------------------------------------------------- | --------------------------------------------------------------------- | --------------------------------------------------------------------- | --------------------------------------------------------------------- | --------------------------------------------------------------------- | --------------------------------------------------------------------- | --------------------------------------------------------------------- | --------------------------------------------------------------------- |
| 2-5-1979                                                              | Wrexham                                                               | Galles                                                                | 0 – 2                                                                 | Germania Ovest                                                        | Qual. Euro 1980                                                       | -                                                                     |                                                                       |
| 11-9-1979                                                             | Swansea                                                               | Galles                                                                | 2 – 1                                                                 | Irlanda                                                               | Amichevole                                                            | -                                                                     |                                                                       |
| 17-10-1979                                                            | Colonia                                                               | Germania Ovest                                                        | 5 – 1                                                                 | Galles                                                                | Qual. Euro 1980                                                       | -                                                                     | 64’                                                                   |
| 21-11-1979                                                            | Smirne                                                                | Turchia                                                               | 1 – 0                                                                 | Galles                                                                | Qual. Euro 1980                                                       | -                                                                     |                                                                       |
| 23-2-1983                                                             | Londra                                                                | Inghilterra                                                           | 2 – 1                                                                 | Galles                                                                | Amichevole                                                            | -                                                                     | 44’                                                                   |
| Totale                                                                |                                                                       | Presenze                                                              | 5                                                                     |                                                                       | Reti                                                                  | 0                                                                     |                                                                       |